# Richard Benno Adam
Pour les personnes ayant le même patronyme, voir Adam (homonymie).
Richard Benno Adam, né le 5 mars 1873 à Munich et mort le 20 janvier 1937 dans sa ville natale, est un peintre allemand portraitiste et de chevaux.

## Biographie
Richard Adam vient de la famille de peintres Adam : il est le fils d'Emil Adam et sa femme Joséphine Marie, née Wurmb, et l'arrière petit-fils de Albrecht Adam.
Son père lui enseigne la peinture depuis qu'il est un enfant et il va ensuite étudier à l'École des arts appliqués puis à l'Académie des beaux-arts de Munich et prend des cours privés avec Heinrich Knirr. De 1892 à 1894, il suit à l'Académie des beaux-arts de Carlsruhe les cours de Hermann Baisch. Johann Nepomuk Wilczek est son premier client célèbre, qui le connaissait par son père. 
En 1896, Richard Benno Adam réalise ses premiers portraits équestres pour les noblesses allemandes, autrichiennes, tchèques et hongroises. En 1897, il est invité en résidence d'été à Possenhofen et peint dans un portrait de groupe Élisabeth de Wittelsbach, la populaire Sissi. En 1899, il peint la société de chasse de Budapest, une série de 47 portraits de chevaux.
Richard Benno Adam réalise de nombreux portraits équestres, en particulier Guillaume II d'Allemagne qui sera reproduit dans de nombreuses cartes postales. Au cours de la Première Guerre mondiale, il est peintre de guerre en Galicie et en France. Après 1918, il reprend les portraits. Entre 1928 et 1931, il réalise le portrait de nombreux athlètes des États-Unis. Il finit sa carrière comme professeur à Munich.